# Can Rectoret (Argentona)
Can Rectoret és una obra d'Argentona (Maresme) protegida com a Bé Cultural d'Interès Local.

## Descripció
Casa de cós entre mitgeres, de planta baixa i pis.
Destaca sobre tot pels estucats de la façana que imiten la pedra i per les motllures a les obertures, amb elements escultòrics.
El coronament és una balustrada amb un element massís al centre.
A la paret de l'escala d'accés a l'habitatge hi ha una pintura d'època.
La porta d'accés té decoracions modernistes.